# Lijst van burgemeesters van Hellevoetsluis
Dit is een lijst van burgemeesters van de voormalige Nederlandse gemeente Hellevoetsluis in de provincie Zuid-Holland.
| Ambtsperiode | Naam burgemeester                                | Partij of stroming              | Bijzonderheden |
| ------------ | ------------------------------------------------ | ------------------------------- | -------------- |
| 1815-1834    | Pieter Emplaars Koly                             |                                 |                |
| 1835-1850    | Mr. Lodewijk Kruijff                             |                                 |                |
| 1850-1851    | Johan Wilhelm Hein                               |                                 |                |
| 1851         | Bernardus Ludovicus Vleijsman                    |                                 |                |
| 1851-1852    | Jhr. Mr. Eduard Hugo Marie von Daehne van Varick |                                 |                |
| 1852-1853    | Adrianus Rudolphus Kraijenhoff van de Leur       |                                 |                |
| 1853-1875    | Willem Adriaan Tenckinck                         |                                 |                |
| 1875-1882    | Gerard Leonard Wilhelm Ridder                    |                                 |                |
| 1882-1888    | Eduard de Vries                                  |                                 |                |
| 1888-1892    | Richardus Philippus Arnoldus van Rees            |                                 |                |
| 1892-1896    | Walter Robert Edmund Henri Opzoomer              |                                 |                |
| 1896-1917    | Pieter Gallas jr.                                |                                 |                |
| 1917-1920    | Abraham Lindeman van Bloemen Waanders            |                                 |                |
| 1920-1938    | Pieter de Geus                                   | Vrijzinnig Democratische Partij |                |
| 1938-1949    | Cornelis Jan van Bommel                          | Vrijheidsbond                   |                |
| 1949-1968    | Jhr. Tjalling Aedo Johan van Eysinga             | CHU                             |                |
| 1968-1979    | Koos (J.A.A.) Aarse                              | PvdA                            |                |
| 1979-1986    | Cees (C.H.) de Cloe                              | PvdA                            |                |
| 1986-1990    | Lex (A.P.) van der Jagt                          | PvdA                            |                |
| 1990-2000    | Marie van Rossen                                 | PvdA                            |                |
| 2001-2012    | Corstiaan (C.A.) Kleijwegt                       | PvdA                            |                |
| 2012-2014    | Erik (F.D.) van Heijningen                       | VVD                             | waarnemend     |
| 2014-2015    | Wubbo (W.J.) Tempel                              | CDA                             | waarnemend     |
| 2015-2022    | Milène (M.) Junius                               | CDA                             | [ 1 ]          |